# Bianzone
Bianzone (lombardul: Bianzun) település Olaszországban, Sondrio megyében. Lakosainak száma 1257 fő (2023. január 1.). Bianzone Teglio, Villa di Tirano és Brusio községekkel határos.

## Népesség
A település népességének változása:
| Lakosok száma | 1303 | 1326 | 1257 |
|               | 2017 | 2018 | 2023 |